# Pie de Página
Pie de Página es medio de comunicación y portal de internet especializado en periodismo de México. Fue fundado en el año 2015 en la Ciudad de México. El proyecto y sitio web fue fundado por Daniela Pastrana, quien también lo dirige. Pie de Página es integrante de la Red de Periodistas de a Pie.

## Contexto histórico
Pie de Página nació como un medio refugio, pensado para periodistas exiliados que se encontraban en territorios peligrosos y no podían publicar desde los medios de comunicación de sus comunidades o estados. Nació bajo el cobijo de la Red de Periodistas de a Pie y también de un grupo de periodistas con experiencia afincados en la Ciudad de México. El sitio fue comparado por sus creadores con Verdad Abierta, un espacio periodístico de Colombia especializado en violaciones a los derechos humanos.
Las primeras publicaciones de Pie de Página surgieron a partir de un diplomado en Derechos Humanos, y un proyecto titulado «Refuerzo de la Capacidad de los Periodistas para la Promoción de los Derechos Humanos y de las Reformas Democráticas», auspiciado por la Unión Europea. También ocurrió durante la celebración del séptimo aniversario de Periodistas de a Pie, en mayo de 2015. Pero el portal fue estrenado en el primer aniversario de la Desaparición forzada de los 43 estudiantes de Ayotzinapa, con el proyecto multimedia «Después de los 43», que fue el primero de la serie titulada Buscadores.

## Temáticas
Pie de Página cubre un número de temas relacionados con la agenda social y de derechos de humanos de México, como pobreza, pueblos originarios, crímenes graves, migración, desapariciones forzadas, desigualdades, etc. Asimismo se concentra en el punto de vista de periodistas, fotógrafos y diseñadores desplazados por la violencia en sus estados, debido a que también tienen una agenda social y de derechos humanos que compagina con Pie de Página.
Algunas de las publicaciones de Pie de Página de 2020 se concentran en la migración, las violaciones de derechos humanos a las comunidades migrantes, e hicieron hincapié a las problemáticas de estas poblaciones en el contexto de la Pandemia de COVID-19 en México.

### Premios y galardones
En noviembre de 2023 les fue otorgada una Medalla de finalistas del Premio Roche, en la categoría "Cobertura Diaria", por el trabajo Un año después… el reto de vacunar a 100 millones, publicada en 2021.
En noviembre de 2023, obtuvieron el primer lugar en la categoría "Prensa Escrita” del Premio Alemán de Periodismo Walter Reuter (PAPWR), por el trabajo titulado "Hecho en México, ¿pero a qué costo?”, realizada por Pie de Página y DataCívica.
En noviembre de 2021, el reportaje «De las muertas de Juárez al #Nosqueremosvivas», realizado por Pie de Página y Data Cívica, fue galardonado en la decimoquinta edición del PAPWR.
En 2019 obtuvieron el Premio Gabriel García Márquez de Periodismo en la categoría de Innovación, por la investigación Mujeres en la vitrina. Migración en manos de la trata, realizada con los medios Pie de Página, Fusión, El Pitazo, Tal Cual,  runrun.es y Enjambre Digital.
En 2018 obtuvieron una mención honorífica por la Cobertura del sismo #19S, en los Premios a la excelencia periodística de la SIP 2018.
En 2017 obtuvieron el Premio Gabriel García Márquez de Periodismo en la categoría de Imagen, por la serie documental colectiva: “Buscadores en un país de desaparecidos“, La serie contiene doce capítulos.
En 2017 obtuvieron el tercer lugar en la categoría multimedia en el concurso POY Latam, por la serie documental colectiva: “Buscadores en un país de desaparecidos“
En noviembre de 2017, Carlos Ernesto Aroche Aguilar, recibió una mención honorífica del Premio Alemán de Periodismo Walter Reuter (PAPWR), por su crónica «Cuando no hay retorno», publicada en Lado B y Pie de Página.

### Premio Nacional de Periodismo
Los trabajos de Pie de Página que han recibido el Premio Nacional de Periodismo en varias ocasiones:
- 2021: Daniela Pastrana, recibió el premio en la categoría de crónica/periodismo narrativo, por el texto «De vuelta a casa», publicado en Pie de Página.[17]
- 2021: Paula Mónaco Felipe, Wendy Selene Pérez Becerra, Luis Brito y Miguel Tovar en la categoría Reportaje, por «Traficantes de ADN», publicado en Pie de Página, Gatopardo, Aristegui Noticias y otros medios.[18][19]
- 2021: Iván Cadin Hernández, recibió el premio en la categoría Entrevista, por el texto «La blanquitud no es un color de piel, sino una forma de pensar».[20][21]
- 2019: «Yumanos, los indios más olvidados de México», en la categoría Reportaje/Periodismo de investigación, otorgado a Daniela Pastrana, José Ignacio de Alba, María Fernanda Ruíz, Ximena Natera, Celia Guerrero, Antonio Aguilar, Fernando Santillán, Adriana Tienda, Dulio Rodríguez, Mónica Gonzales y Akire Huauhtli.[22]
- 2019: Daniela Pastrana, recibió el premio en la categoría Periodismo de opinión con el texto «#Metoo y el feminismo antes de Twitter» .[22]
- 2017: Daniela Rea recibió el premio en la categoría entrevista por el texto «¿Puedes ver a un niño y pensar que no hay futuro?».[23]
- 2017: Melly Georgina Arellano Ayala, integrante de Lado B y la Red de Periodistas de a Pie, recibió el premio en la categoría en la categoría crónica por el texto “Mujeres contra la mina“ de la serie especial Resistencias de Pie de Página.[24]
- 2017: Mención honorífica por la serie documental colectiva: “Buscadores en un país de desaparecidos“, publicada en Pie de Página.[24]

### Premio Rostros de la Discriminación
- 2022: Duilio Rodríguez De la Colina, recibió el primer lugar en la categoría Fotoperiodismo con el trabajo 'De piel oscura, la infinita resistencia', publicado en Pie de Página.[25]
- 2019: Duilio Rodríguez De la Colina, recibió el primer lugar en la categoría Fotoperiodismocon el trabajo “Cartas al presidente: el olvido tiene muchos rostros”, publicado en Pie de Página.[26]
- 2019: Salvador Cisneros Silva y Arturo de Dios Palma, originarios de Guerrero y colaboradores del medio Amapola. Periodismo Transgresor, recibieron una mención honorífica en la categoría reportaje visual por el trabajo “Bordados contra la exclusión”, reportaje que forma parte del multimedia El Color de la Pobreza, publicado en Pie de Página.[26]
- 2017: 1er Lugar en la categoría de multimedia por el reportaje Tamaulipas: Las Carreteras de la Muerte.[27]

### Concurso Género y Justicia 2016
- Ana Cristina Ramos Villa recibió una mención especial por el texto Aborto: médicos inquisidores toman postura[28]